# Dmitrij Sergeevič Dochturov
Dmitrij Sergeevič Dochturov (Krutoe, 12 settembre 1759 – Mosca, 26 novembre 1816) è stato un generale russo.

## Biografia
Membro della nobiltà di Tula, Dmitrij Dochturov venne educato nel Corpo dei paggi dello zar a San Pietroburgo ed iniziò il proprio servizio militare nel 1781 come tenente del reggimento delle guardie imperiali "Semënov".
Per la distinta condotta nella guerra russo-svedese della fine del XVIII secolo venne promosso nel 1797 generale di divisione.
Durante la guerra della Terza Coalizione, Dochturov comandò la prima colonna russa alla battaglia di Austerlitz che fu in grado di disimpegnarsi dalla critica situazione provocata dall'attacco dei francesi sull'altopiano di Pratzen. Durante le guerre della Quarta Coalizione, Dochturov combatté ad Eylau ed a Friedland. Promosso generale di fanteria nel 1810, durante la Battaglia di Borodino comandò il centro della linea russa dopo che il generale Pyotr Bagration era stato mortalmente colpito.
Durante il periodo dei Cento Giorni si oppose con la terza colonna dell'esercito russo all'avanzata dei francesi. Dopo gli scontri si ritirò a vita privata nel 1816 per morire quello stesso anno.
Dochturov viene citato anche in Guerra e pace di Tolstoj, opera nella quale lo scrittore russo loda il generale per la grande tenacia con la quale, pure nel silenzio della sua carriera, seppe portare la Russia alla ribalta in un momento difficile della sua storia.

## Matrimonio e figli
Il generale Dokhturov sposò la principessa Maria Petrovna Obolenskaya (1771-1852), figlia del principe Peter Alekseevich Obolensky (1742-1822) e della principessa Ekaterina Andreevna Vyazemskaya (1741-1811). Era la sorella dei principi Vasily e Aleksandr Obolenskij. Dal loro matrimonio nacquero i seguenti eredi:
- Aleksandra (1799-1806)
- Ekaterina (1803-30 dicembre 1885), dama di corte.
- Varvara, morì adolescente
- Petr (26 gennaio 1806 - 1843), capitano di stato maggiore, sposò Agafya Alexandrovna Stolypina (1809-1874); il loro figlio Dmitrij Petrovič Dochturov, tenente generale dell'esercito russo.
- Sergej (1809-1851), memorialista, proprietario della tenuta di Polivanovo vicino a Mosca. Una sua figliastra sposò il conte A. I. Gudovich, la contessa Ernestine Manteuffel.